# 6-й смешанный авиационный корпус
6-й смешанный авиационный Люблинский Краснознамённый корпус (6-й сак) — соединение Военно-Воздушных сил (ВВС) Вооруженных Сил РККА, принимавшее участие в боевых действиях Великой Отечественной войны, переформированный в 1944 году в 5-й бомбардировочный авиационный Люблинский Краснознаменный корпус.

## Наименования корпуса

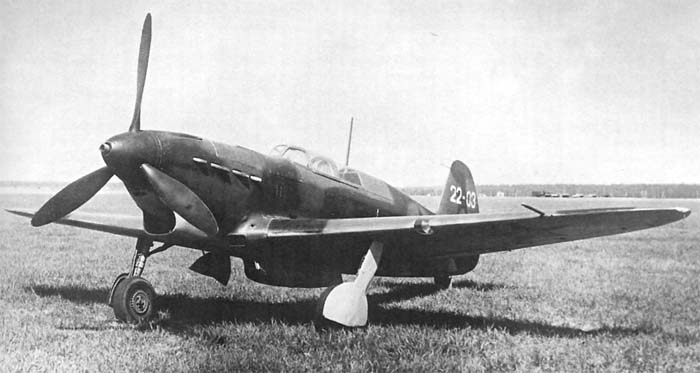
Истребитель Як-7 282-й иад

- 6-й смешанный авиационный корпус (15.03.1943 г.);
- 6-й смешанный авиационный Люблинский корпус (09.08.1944 г.);
- 6-й смешанный авиационный Люблинский Краснознаменный корпус;
- 5-й бомбардировочный авиационный Люблинский Краснознаменный корпус (28.09.1944 г.);
- 73-й бомбардировочный авиационный Люблинский Краснознаменный корпус (20.02.1949 г.).

## Создание корпуса
6-й смешанный авиационный корпус сформирован 15.03.1943 г. на основании Постановления Государственного комитета обороны СССР

4. смешанный авиакорпус № 6 сформировать к 15 марта 1943 г. В состав авиакорпуса включить:

221 бомбардировочную авиадивизию Бостон-3, состоящую в резерве Ставки и 282 истребительную авиадивизию Як-7, состоящую в резерве Ставки.
Формирование авиакорпуса провести в районе г. Тамбов.
Командиром смешанного авиакорпуса № 6 утвердить полковника Антошкина И. Д.— Постановление № ГКО-2880сс от 13 февраля 1943 года

## Преобразование корпуса
6-й смешанный авиационный Люблинский Краснознаменный корпус 28 сентября 1944 года преобразован в 5-й бомбардировочный авиационный Люблинский Краснознаменный корпус

## В действующей армии
- с 3 июня 1943 года по 28 сентября 1944 года, всего 484 дня[3]

## Командиры корпуса
- Герой Советского Союза генерал-майор авиации Антошкин Иван Диомидович[4] с 13 февраля 1943 года по 2 мая 1944 года. Погиб в авиакатастрофе.
- Полковник (с 19 августа 1944 года генерал-майор авиации) Борисенко Михаил Харлампиевич[5] с 3 мая 1944 года по 28 сентября 1944 года

## В составе объединений
| Объединение                                    | Период                  |
| ---------------------------------------------- | ----------------------- |
| Резерв Ставки Верховного Главного Командования | 01.04.1943 — 03.06.1943 |
| 16-я воздушная армия Центральный фронт         | 03.06.1943 — 20.10.1943 |
| 16-я воздушная армия Белорусский фронт         | 20.10.1943 — 24.02.1944 |
| 16-я воздушная армия 1-й Белорусский фронт     | 24.02.1944 — 05.04.1944 |
| 16-я воздушная армия Белорусский фронт         | 05.04.1944 — 16.04.1944 |
| 16-я воздушная армия 1-й Белорусский фронт     | 16.04.1944 — 03.07.1944 |
| 6-я воздушная армия 1-й Белорусский фронт      | 03.07.1944 — 05.09.1944 |
| 16-я воздушная армия 1-й Белорусский фронт     | 05.09.1944 — 28.09.1944 |

## Соединения, части и отдельные подразделения корпуса
В корпус входили:

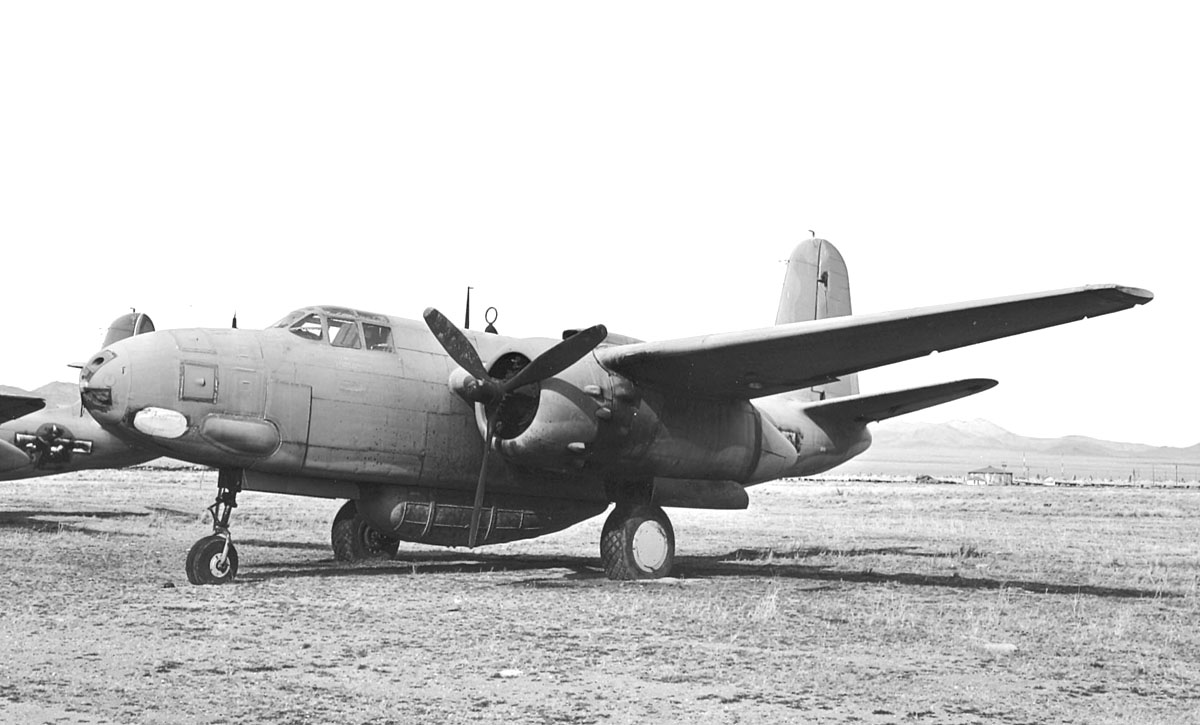
Douglas A-20 Havoc. На этих самолётах 132-я дивизия участвовала в Бобруйской и Люблин-Брестской наступательных операциях, в освобождении городов Бобруйск и Любомль.

- 221-я бомбардировочная Бахмачская ордена Суворова авиационная дивизия[6][7]
  - 8-й гвардейский Лодзинский Краснознаменный бомбардировочный авиационный полк
  - 57-й Калинковичский ордена Богдана Хмельницкого бомбардировочный авиационный полк
  - 745-й бомбардировочный Лодзинский авиационный полк
  - 860-й бомбардировочный Лодзинский авиационный полк
- 282-я истребительная Гомельская Краснознаменная ордена Суворова авиационная дивизия (с апреля 1943 года по август 1944 года)[6][7]
  - 127-й истребительный Варшавский Краснознаменный авиационный полк
  - 517-й истребительный Калинковичский ордена Суворова авиационный полк
  - 774-й истребительный Берлинский орденов Суворова и Александра Невского авиационный полк
- 132-я бомбардировочная Севастопольская авиационная дивизия (с мая 1944 года)[6][7]
  - 63-й бомбардировочный Керченский Краснознаменный авиационный полк
  - 244-й бомбардировочный Алленштайнский авиационный полк
  - 277-й бомбардировочный Млавский Краснознаменный авиационный полк
- 404-я отдельная авиационная эскадрилья связи
- 291-я отдельная рота связи
- 31-й отдельный взвод аэрофотослужбы
- 835-я подвижная авиаремонтная мастерская
- 2710-я военно-почтовая станция

## Участие в операциях и битвах
- Курская оборонительная операция[4] с 5 июля 1943 года по 12 июля 1943 года
- Орловская операция «Кутузов» с 12 июля 1943 года по 18 августа 1943 года
- Черниговско-Припятская операция[4] с 26 августа 1943 года по 30 сентября 1943 года
- Калинковичско-Мозырская операция[4] с 8 января 1944 года по 30 января 1944 года
- Гомельско-Речицкая операция[4] с 10 ноября 1943 года по 30 ноября 1943 года
- Рогачёвско-Жлобинская операция[4] с 21 февраля 1944 года по 26 февраля 1944 года
- Белорусская операция «Багратион»[5] с 23 июня 1944 года по 29 августа 1944 года
- Бобруйская операция с 24 июня 1944 года по 29 июня 1944 года
- Минская операция с 29 июня 1944 года по 4 июля 1944 года
- Люблин-Брестская операция с 18 июля 1944 года по 2 августа 1944 года

## Награды
- 6-й смешанный авиационный корпус за образцовое выполнение заданий командования в боях при прорыве обороны немцев западнее города Ковель и проявленные при этом доблесть и мужество Указом Президиума Верховного Совета СССР от 9 августа 1944 года награждён орденом Красного Знамени[8].
- 8-й гвардейский бомбардировочный авиационный полк за образцовое выполнение заданий командования на фронте борьбы с немецкими захватчиками и проявленные при этом доблесть и мужество Указом Президиума Верховного Совета СССР от 2 августа 1944 года награждён орденом Красного Знамени[8].
- 127-й истребительный авиационный полк за образцовое выполнение заданий командования на фронте борьбы с немецкими захватчиками и проявленные при этом доблесть и мужество Указом Президиума Верховного Совета СССР от 2 августа 1944 года награждён орденом Красного Знамени[8].

## Почётные наименования
- 6-й смешанный авиационный корпус удостоен почётного наименования «Люблинский»[9]
- 221-й бомбардировочной авиационной дивизии присвоено почётное наименование «Бахмачская»[10]
- 57-му бомбардировочному авиационному полку присвоено почётное наименование «Калинковичский»[11]
- 517-му истребительному авиационному полку присвоено почётное наименование «Калинковичский»[11]

## Благодарности Верховного Главнокомандования
- За отличие при прорыве сильно укрепленной полосы обороны противника в районе Севска, стремительное наступление и овладение городами Севск, Глухов и Рыльск, вступление на Северную Украину[12].
- За отличие в боях при овладении городом Речица — крупным узлом коммуникаций и важным опорным пунктом обороны немцев на правом берегу среднего течения Днепра[13].
- За прорыв обороны немцев на бобруйском направлении, юго-западнее города Жлобин и севернее города Рогачев[14].
- За отличие в боях при овладении городом и крупной железнодорожной станцией Бобруйск — важным узлом коммуникаций и мощным опорным пунктом обороны немцев, прикрывающим направления на Минск и Барановичи[15].
- За отличия в боях при прорыве сильно укрепленной обороны противника и продвижении вперед, занятии более 400 населенных пунктов, в том числе крупных населенных пунктов Ратно, Малорыта, Любомль, Опалин и при выходе к реке Западный Буг[16].
- За отличие в боях при овладении штурмом городом Хелм (Холм) — важным опорным пунктом обороны немцев на люблинском направлении[17].
- За отличие в боях при овладении городом и крупным железнодорожным узлом Люблин — важным опорным пунктом обороны немцев, прикрывающим пути на Варшаву[18].

## Герои Советского Союза в составе корпуса
- Рудь Николай Михайлович, лейтенант, летчик 745-го бомбардировочного авиационного полка 221-й бомбардировочной авиационной дивизии 6-го смешанного авиационного корпуса 16-й воздушной армии 26 октября 1944 года Указом Президиума Верховного Совета СССР удостоен звания Герой Советского Союза. Золотая Звезда № 3107.
- Савченко Александр Петрович, капитан, командир эскадрильи 127-го истребительного авиационного полка 282-й истребительной авиационной дивизии 6-го смешанного авиационного корпуса 16-й воздушной армии 4 февраля 1944 года Указом Президиума Верховного Совета СССР удостоен звания Герой Советского Союза. Золотая Звезда № 3333.
- Химич Фёдор Васильевич, майор, помощник по Воздушно-Стрелковой Службе командира 282-й истребительной авиационной дивизии 6-го смешанного авиационного корпуса 16-й воздушной армии 26 октября 1944 года Указом Президиума Верховного Совета СССР удостоен звания Герой Советского Союза. Золотая Звезда № 4507.